# Daniel Kahneman
Daniel Kahneman (Tel Aviv, 5 marzo 1934 – Nunningen, 27 marzo 2024) è stato uno psicologo israeliano, vincitore, insieme a Vernon Smith, del Premio Nobel per l'economia nel 2002 «per avere integrato risultati della ricerca psicologica nella scienza economica, specialmente in merito al giudizio umano e alla teoria delle decisioni in condizioni d'incertezza».

## Biografia
Daniel Kahneman nacque in una famiglia ebraica trasferitasi in Francia nei primi anni '20 dalla Lituania. La città natale di Daniel nel 1934 era Tel Aviv (allora sotto il Mandato britannico della Palestina), dove la madre si era recata in visita presso parenti, ma egli trascorse tutti i suoi anni di infanzia a Parigi. Con l'occupazione nazista della Francia del 1940, Kahneman visse la difficile esperienza dei bambini dell'Olocausto. Il padre fu arrestato nel primo grande rastrellamento degli ebrei francesi e rinchiuso nel campo di internamento di Drancy, ma venne rilasciato dopo sei settimane per l'intervento del suo datore di lavoro. La famiglia rimase costantemente in fuga e in clandestinità per il resto della guerra, riuscendo a sopravvivere intatta, se non per la morte del padre per diabete nel 1944. Kahneman e la sua famiglia si trasferirono quindi nel Mandato britannico della Palestina nel 1948, poco prima della creazione dello Stato di Israele.
Professore all'Università di Princeton, Kahneman fu uno dei fondatori della finanza comportamentale. Nella comunità scientifica divenne noto per essere stato il secondo psicologo, dopo Herbert Simon nel 1978, ad aver ottenuto il Premio Nobel in economia. Le ricerche di Daniel Kahneman permisero di applicare la ricerca scientifica nell'ambito della psicologia cognitiva alla comprensione delle decisioni economiche. Collaborò per anni con Amos Tversky, dimostrando tramite esperimenti come i processi decisionali umani violino sistematicamente alcuni principi di razionalità, mentre le teorie microeconomiche assumono che il comportamento degli agenti decisionali dovrebbe essere razionale e finalizzato ad una massimizzazione dell'utilità.

### Morte
Daniel Kahneman muore il 27 marzo del 2024 a Nunningen, in Svizzera, tramite suicidio assistito. Nonostante la sua salute fosse in buono stato, Kahneman era convinto sin da giovane che le miserie e le sofferenze della fine della vita non fossero degne di essere vissute. La notizia era stata comunicata solo ad alcuni parenti e amici stretti, ed è stata rivelata pubblicamente solo un anno dopo la sua morte.

## Opere
- Psicologia dell'attenzione (Attention and Effort, 1973), trad. di Sebastiano Bagnara, Firenze, Giunti Barbèra, 1981.
- D. Kahneman-Amos Tversky, Prospect Theory: An Analysis of Decision Under Risk, in: Econometrica, 47 (2), 1979, pp. 263-291.
- D. Kahneman-Amos Tversky-Paul Slovic, Decidere nell'incertezza (Judgment under Uncertainty. Heuristics and Biases, 1982), trad. di Sara Barbera, Collana Oscar Saggi. Accademia, Milano, Mondadori, 2024, ISBN 978-88-047-9037-2.
- D. Kahneman-Ed Diener-Norbert Schwarz, Well-Being: The Foundations of Hedonic Psychology, New York, Russell Sage Foundation, 1999.
- D. Kahneman-Amos Tversky, Choices, Values, and Frames, Cambridge University Press, 2000.
- D. Kahneman-Thomas Gilovich-Dale Griffin, Heuristics and Biases: The Psychology of Intuitive Judgement, Cambridge University Press, 2002.
- Economia della felicità, Prefazione di Riccardo Viale, Collana Mondo economico, Milano, Il Sole 24 ore, 2007, ISBN 978-88-8363-848-0.
- D. Kahneman-Ed Diener-John F. Helliwell, International Differences in Well-being, Oxford University Press, 2010.
- Pensieri lenti e veloci (Thinking, Fast and Slow, 2011), trad. di Laura Serra, Collana Saggi, Milano, Mondadori, 2012, ISBN 978-88-04-62108-9 ISBN 978-88-04-62792-0 ISBN 978-88-04-73612-7.
- D. Kahneman-Olivier Sibony-Cass R. Sunstein, Rumore. Un difetto nel ragionamento umano (Noise: A Flaw in Human Judgement, 2021), trad. di Eleonora Gallitelli, Novara, UTET, 2021, ISBN 978-88-511-8554-1.
- Grandi idee, grandi decisioni. Pensare più lucidamente, rilsolvere le complessità e gestire i rischi, collana Gli essenziali, traduzione di Massimo Simone e Raffaella Voi, ROI Edizioni, 2023, ISBN 978-88-362-0173-0.